# Kamień pisarski

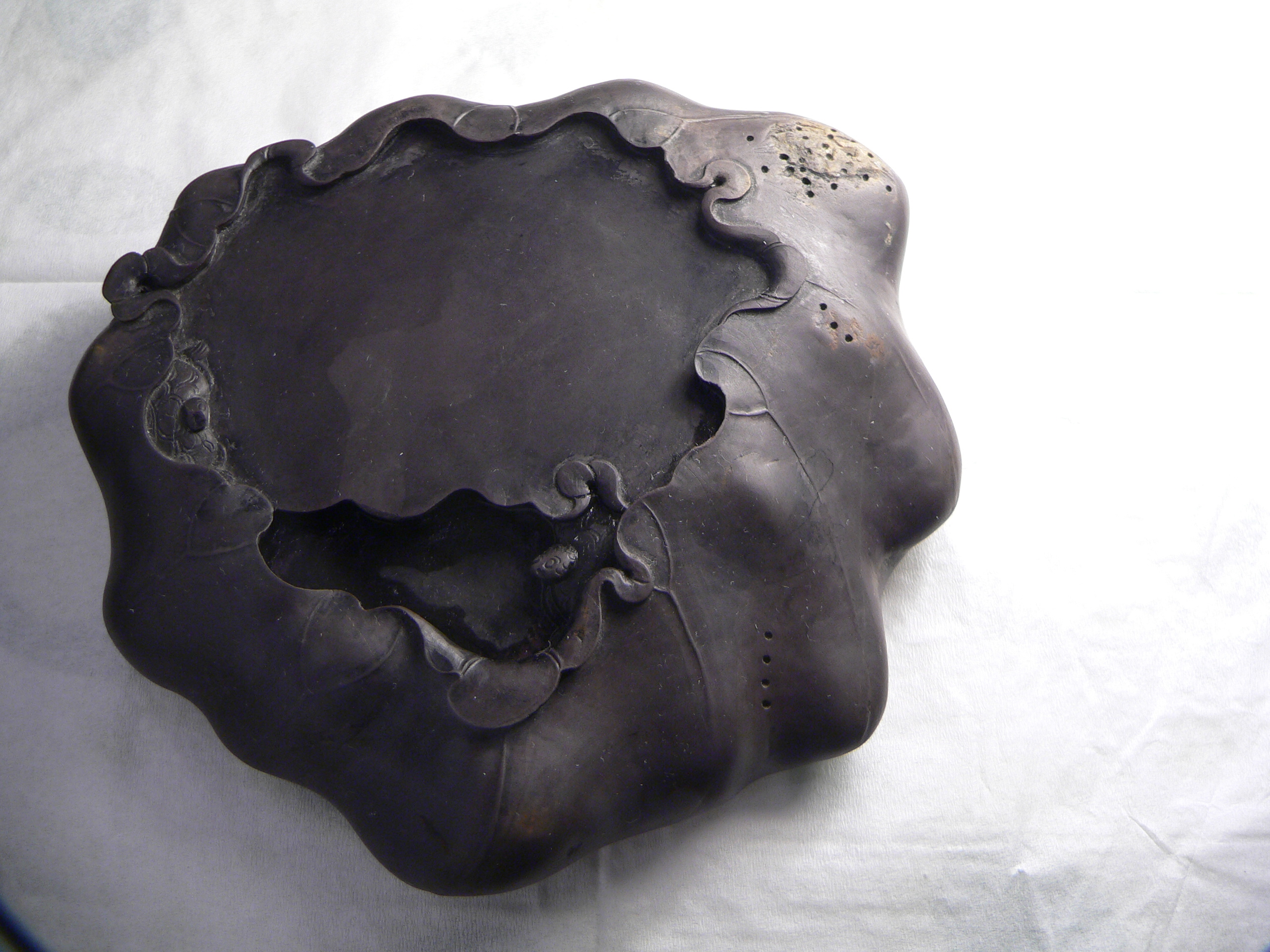
Słynny rzeźbiony Duanxi Yan, czyli Kamień z Duanxi

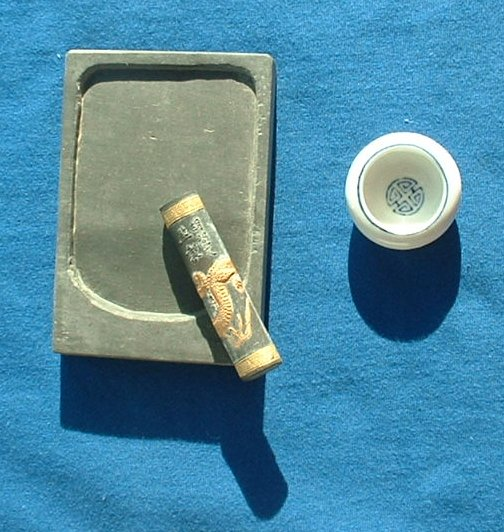
Kamień pisarski i tusz oraz woda.

Kamień pisarski, zwany również kamieniem do rozcierania tuszu – dalekowschodnie narzędzie służące do uzyskiwania płynnego tuszu poprzez rozcieranie sztabki tuszu w niewielkiej ilości wody (tradycyjny chiński tusz ma postać stałą), najczęściej wykonane z naturalnego kamienia, niekiedy ceramiczne. Najprostszy kamień pisarski składa się z płaskiej, gładkiej powierzchni, na którą nalewa się niedużą ilość wody, a następnie kolistymi ruchami rozciera się tusz. Niektóre kamienie pisarskie wyposażone są w zagłębienia służące jako zbiorniczki gotowego, roztartego tuszu. Zdarzają się kamienie o bardzo wymyślnych kształtach i bogatych zdobieniach rytych lub płaskorzeźbionych.
Dawniej kamień pisarski był przede wszystkim niezbędnym narzędziem pisarskim, które z czasem – ze względu na poszerzenie zastosowania tuszu – zaczęto używać również w kaligrafii i malarstwie.
Cechy tuszu uzyskanego na kamieniu pisarskim zależą przede wszystkim od gładkości powierzchni kamienia (zbyt szorstka powierzchnia sprawi, że cząstki tuszu w zawiesinie wodnej będą nadmiernie duże) oraz od długości rozcierania (krócej rozcierany tusz będzie bardziej wodnisty a jego walor będzie jaśniejszy). 
W Chinach epoki Tang i Song za najsławniejsze cztery kamienie pisarskie (si da ming yan 四大名砚) uważano:
- Duanshi yan (端石砚) – kamienie z Duanzhou (obecnie Zhaoqing) w prowincji Guangdong
- She yan (歙砚) – kamienie z powiatu She w prowincji Anhui
- Taohe yan (洮河砚) – kamienie z południa prowincji Gansu
- Chengni yan (澄泥砚) – kamienie ceramiczne wytwarzane w różnych regionach kraju, m.in. w okolicy Luoyangu, dawnej chińskiej stolicy położonej w dzisiejszej prowincji Henan.

Kamień pisarski jest zaliczany do czterech skarbów gabinetu.